# Топчієв Олександр Григорович
Топчієв Олександр Григорович (22 липня 1939, селищі шахти 7-біс, Луганська область, Україна — 20 жовтня 2023, Одеса) — географ, економгеограф. Доктор географічних наук (1979); професор; керівник наукової школи «Суспільно-географічні заходи планування територій». Заслужений діяч науки і техніки України (2005).

## Біографія
Народився О. Топчієв 22 липня 1939 р. у селищі шахти 7-біс (нині місто Антрацит) на Луганщині. Дитячі і шкільні роки минули у селищі Михайлівка (місто Ровеньки Луганської області). У 1956 р. з медаллю закінчив Михайлівську середню школу. Протягом 1956-1961 рр. навчався на географічному факультеті Львівського державного університету імені Івана Франка, який закінчив з відзнакою за спеціальністю економіст-географ. Одержав направлення у відділ нової техніки Держплану України, але розпочав роботу на посаді молодшого наукового працівника проблемної лабораторії якісної оцінки земель, яка була організована зусиллями професорів І. М. Гоголєва та К. І. Геренчука при кафедрі фізичної географії Львівського університету. Цій лабораторії судилося стати першим в країні осередком по розробці проблем кадастрової оцінки земель.
Протягом 1961—1966 рр. брав участь у земельно-кадастрових дослідженнях регіону Українських Карпат, зокрема у польових експедиційних роботах з обстеження та картографування сільськогосподарських земель для потреб земельного кадастру. У 1966 р. побачила світ перша монографія про географічні основи земельного кадастру, і в цьому ж році захистив кандидатську дисертацію за темою: «Географічні основи земельного кадастру гірських районів (на прикладі Українських Карпат)». Протягом 1966—1969 рр. працював асистентом, доцентом кафедри фізичної географії Львівського університету. 
Восени 1969 р. перейшов на роботу в Одеський державний університет імені І. І. Мечникова (нині — Одеський національний університет імені І. І. Мечникова), де працював доцентом, а з 1980 р. завідувачем кафедри економічної та соціальної географії, деканом геолого-географічного факультету (1984—1985), проректором університету з наукової роботи (1985—1987).
Докторську дисертацію «Моделі просторової організації географічних комплексів і систем» захистив у квітні 1979 р. у Ленінградському університеті.
З 1991 р. О. Г. Топчієв очолював спеціалізовану вчену раду при Одеському університеті з захисту дисертацій на вчений ступінь доктора географічних наук. Під його науковим керівництвом підготовлені 15 кандидатських і 3 докторських роботи, серед них аспіранти і докторанти із Сирії, Єгипту, Алжиру, Китаю, Молдови (Придністров'я). Опублікував понад 400 наукових робіт, серед яких 20 монографій, навчальних посібників та підручників. Читав курси лекцій у Сегедському (Угорщина), Гданському (Польща), Пекінському та Північно-Західному (КНР, Пекін і Сіань) університетах.
У 1996 р. він очолив кафедру регіональної економіки у новоствореному Одеському інституті державного управління.
З 2000 р. розпочинається розроблення програм соціально-економічного розвитку м. Одеси. Спочатку це була програма розвитку міста на близьку перспективу «Одеса — 2005», пізніше вона переросла у програму сталого розвитку міста на найближчі 10 років (до 2012 р.). Для розроблення цих програм була сформована координаційна рада, до складу якої увійшов проф. О. Г. Топчієв. Надалі була підготовлена концепція сталого розвитку Одеси, яка була затверджена міською радою як офіційний документ.
На початку 2000-х років Указами Президента України була затверджена концепція державної регіональної політики та сформована комісія з адміністративно-територіального устрою України, до складу якої увійшов професор О. Г. Топчієв. Створена регіональна геоінформаційна система «ГІС — територіальна громада Одещини».
Цю роботу виконали під керівництвом О. Г. Топчієва наукові співробітники та аспіранти кафедри.
Професор О. Г. Топчієв брав активну участь у громадсько-політичному житті. У 1992—1994 рр. обіймав посаду першого заступника глави Одеської обласної адміністрації і за сумісництвом очолював університетську кафедру. Обирався віце-президентом Українського географічного товариства, член вченої ради УГТ, членом редакційних колегій «Географічної енциклопедії України» та кількох географічних часописів, членом комісій Міжнародної географічної спілки з морської географії та математичних методів і моделей в географії.

## Наукова діяльність
Основні напрямки наукової діяльності вченого: теорія та методологія географії, суспільна географія, регіональна економіка. Кафедра економічної та соціальної географії Одеського університету під керівництвом О. Г. Топчієва протягом 1980—1990-х років стала провідним центром географічної науки та підготовки фахівців-географів вищої кваліфікації. Коло наукових інтересів кафедри за цей час помітно розширилось та поглибилось. За безпосередньою участю О. Г. Топчієва формуються нові й новітні напрямки географічних досліджень: теорія та методологія географії, математичні методи і моделі в географії, методи і методики комплексних географічних і суспільно-географічних досліджень, геоінформаційні технології (ГІС-технології), геоекологія, регіональна економіка, планування регіонального розвитку, розроблення концепцій і програм сталого соціально-економічного розвитку регіонів і міст, морська географія. Починаючи з 1993 р. на кафедрі започаткований новий для вітчизняної науки напрямок — регіоналістика, що охоплює регіонознавство, регіоналізацію України, регіональне планування, регіональну економіку, регіональну політику, регіональне управління та самоврядування.
Протягом 1993—1995 рр. групою спеціалістів кафедри, облдержадміністрації, Одеського інституту проблем ринку та економіко-екологічних досліджень, під керівництвом проф. О. Г. Топчієва була розроблена «Концепція соціально-економічного розвитку Українського Причорномор'я». На основі цієї концепції великим колективом спеціалістів різних регіонів була розроблена «Програма соціально-економічного розвитку регіону Українського Причорномор'я».
У серпні 1998 р. на основі угоди між Молдовою, Румунією та Україною був сформований єврорегіон «Нижній Дунай» — міжнародна договірна структура, спрямована на активізацію прикордонного співробітництва на Нижньому Дунаї. О. Г. Топчієв брав безпосередню участь в обґрунтуванні концепції формування єврорегіону та пріоритетних напрямків його функціонування і увійшов до складу координаційної ради по розробленню програми розвитку єврорегіону «Нижній Дунай».
Значним міжнародним науковим проектом стала міжнародна програма екологічного порятунку Чорного моря, яка організована й фінансована Всесвітнім банком (США). Протягом 1994—1997 рр. у її складі розроблявся науковий проект «Програма інтегрованого менеджменту берегових зон Чорного і Азовського морів» з участю провідних фахівців усіх причорноморських країн України, Росії, Грузії, Туреччини, Болгарії та Румунії. У 1995 р. групою одеських і київських спеціалістів під науковим керівництвом проф. О. Г. Топчієва була підготовлена Національна доповідь «Стан і перспективи інтегрованого менеджменту прибережними смугами морів в Україні».
Під егідою обласного управління екології та природних ресурсів великим колективом спеціалістів у 2000 р. була розроблена регіональна програма «Екологія — 2005» (науковий керівник проф. О. Г. Топчієв). Протягом 1999—2000 рр. за дорученням Кабінету Міністрів України для всіх областей та АР Крим розроблялись регіональні програми екологічної безпеки. Така робота була виконана для Одеської області групою фахівців різних одеських вузів і установ під науковим керівництвом проф. О. Г. Топчієва і вийшла друком під назвою «Регіональна програма екологічної безпеки. Одеська область» (2000 р.).
Постійну увагу у своїй науковій діяльності О. Г. Топчієв приділяв соціально-економічному картографуванню, розробленню та складанню географічних карт і атласів. За його безпосередньою участю та під науковим керівництвом підготовлені та видані  декілька атласів та карт Одеської області. У 2000 р. Указом Президента України створена Координаційна рада з розробки Національного атласу України, членом якої є проф. О. Г. Топчієв.
У 2005 р. йому було присвоєно почесне звання «Заслужений діяч науки і техніки України».

## Наукові праці
Олександр Топчієв є автором і співавтором понад 240 друкованих наукових праць, зокрема:
- Основи методики земельного кадастру гірських районів: на прикладі Українських Карпат / О. Г. Топчієв. — Львів, 1966.
- Польові географічні дослідження / О. Г. Топчієв. — Київ, 1975.
- Терміни і поняття в економічній географії / О. Г. Топчієв. — Київ, 1982.
- Економічна географія СРСР / О. Г. Топчієв. — Київ, 1986.
- Пространственная организация географических комплексов и систем / О. Г. Топчієв. — Київ ; Одесса, 1986.
- Одесская область: Территориальная организация и структура хозяйства. Концепция социально-экономического развития / А. Г. Топчиев. — Одесса, 1991.
- Одесса: Город-агломерация. Портово-промышленный комплекс / А. Г. Топчиев. — Одесса, 1994. Геоэкология: Географические основы природопользования / А. Г. Топчиев. — Одесса, 1996.
- Теоретичні основи регіональної економіки / А. Г. Топчиев. — Киев, 1997.
- Географія Одещини: Природа, населення, господарство / під заг. ред. О. Г. Топчієва. — Одеса: Астропринт, 1998. — 88 с.
- Основи суспільної географії: навч. посібник для студ. геогр. спец. вищ. навч. закладів / О. Г. Топчієв. — Одеса: Астропринт, 2001. — 556 с. Історія Одеси / О. Г. Топчієв ; гол. ред. В. Н. Станко. — Одеса: Друк, 2002. — 560 с. Регіональний розвиток України і становлення державної регіональної політики: навч.-метод. посіб. / О. Г. Топчієв, Т. М. Безверхнюк, З. В. Тітенко. — Одеса: Вид-во ОРІДУ АДУ, 2005. — 148 с.
- Суспільно-географічні дослідження: методологія, методи, методики. — Одеса: Астропринт, 2005. — 600 с.
- Територіальна організація портової діяльності регіону у контексті формування транспортно-логістичних мереж / О. Г. Топчієв, Н. Є. Нефедова // Український географічний журнал. — 2013. — № 1. — С. 18-26.
- Геодемографія: регіональний демографічний розвиток України / О. Г. Топчієв, В. В. Яворська, Н. В. Дімова. — Одеса: ВМВ, 2014. — 242 с.
- Вітчизняна географія у контексті становлення української державності / О. Г. Топчієв, Н. Є. Нефедова, В. В. Яворська // Вісник ОНУ. — 2014. — Т. 19, вип. 4  (23): Географічні та геологічні науки. — С. 136—147.
- Регіоналістика: географічні основи регіонального розвитку і регіональної політики: навч. посіб. для студ. геогр. та екон. спец. ВНЗ / О. Г. Топчієв, Д. С. Мальчикова, В. В. Яворська. — Херсон: Олді-Плюс, 2015. — 370 с.